# Uwe Schulten-Baumer senior
Uwe Schulten-Baumer (* 14. Januar 1926 in Kettwig; † 28. Oktober 2014 in Rheinberg), Spitzname „Der Doktor“, war ein deutscher Spring- und Dressurreiter, der als Dressurtrainer internationale Bekanntheit erlangte. Er bekam die Auszeichnung Reitmeister verliehen.

## Werdegang und Schüler
Als Sohn eines Landwirts interessierte er sich früh für Pferde. Gegenüber seiner Schule befand sich eine Reitbahn, wo er bei der Pferdepflege half. Später erlernte er hier auch das Reiten. Den Militärdienst leistete er bei der Marine ab. Hier ritt er samstags die Kommandanturpferde.
Nach dem Zweiten Weltkrieg war er im Jahr 1952 mit Senta Teilnehmer an den Springreitwettbewerben des CHIO Aachen. Von Fritz Tempelmann erwarb er später den Wallach Glücksspiel, mit dem er sich vollständig auf das Dressurreiten konzentrierte. Nebenbei trainierte er andere Reiter.
Er war gelernter Kaufmann, holte das Abitur nach, studierte Volkswirtschaft und wurde mit der Arbeit „Verlauf der Kostenkurve der Zementindustrie“ promoviert. Da er hauptberuflich als Stahlmanager und Vorstandsmitglied des Roheisen-Verbandes stark eingebunden war, entschied er sich, seine aktive Sportkarriere zu beenden und konzentrierte sich vollständig auf die Ausbildung von Dressurreitern.
Zu seinen ersten Erfolgsschülern zählten sein gleichnamiger Sohn und seine Tochter Alexa, beide aus erster Ehe. Margit Otto-Crépin und Pia Laus folgten als seine Schülerinnen.
Als weitere Schülerin folgte 1986 Nicole Uphoff. Ein Jahr später gewann diese in Lausanne erstmals zusammen mit Rembrandt einen Grand Prix Spécial. In den Folgejahren resultierten aus dem Training mit Schulten-Baumer diverse nationale und internationale Titel für Uphoff.
Seine nächste Erfolgsschülerin war Isabell Werth. Sie stammte aus der Nachbarschaft und war mit einer weiteren Tochter Schulten-Baumers befreundet. Im Alter von 17 Jahren zu Silvester 1986 bekam Werth von Schulten-Baumer das Angebot, seine Pferde zu reiten. Hieraus folgte eine sportliche Partnerschaft, aus der ebenfalls diverse Titel resultierten. Werth verließ den Hof Schulten-Baumers in Absprache Ende 2001, nachdem beide voneinander Abstand benötigt hatten und es zudem zu Differenzen mit Ellen Schulten-Baumer gekommen war.
Ellen, Stieftochter Schulten-Baumers aus zweiter Ehe, war ebenfalls Schülerin von Uwe Schulten-Baumer. Sie nahm unter anderen an den Europameisterschaften 2007 und 2009 teil. Die Pferde Isabell Werths waren bis 2001 alle im Eigentum Schulten-Baumers, Gigolo FRH blieb dies bis zu dessen Tode. Uwe Schulten-Baumer war ebenfalls der Eigner der Turnierpferde von Ellen Schulten-Baumer.

## Auszeichnungen
Der Pferdesportverband Rheinland (PSVR) zeichnete Schulten-Baumer 1973 mit der Großen Medaille des Verbandes aus. 1981 erhielt er die Plakette für Besondere Verdienste in Silber der Deutschen Reiterlichen Vereinigung (FN). Im Jahr 1988 folgte die St. Georgs-Plakette des PSVR. In den Jahren 1992 und 1997 wurde er als weltbester Trainer vom Internationalen Dressurtrainer-Club ausgezeichnet.
Im Rahmen des CHIO Aachen 2005 wurde ihm das „Silberne Pferd“ für sein Lebenswerk überreicht. Im selben Jahr wurde ihm, am 28. August 2005, der Titel Reitmeister von der FN verliehen. Als Auszeichnung für die Vermittlung und Auswahl hochtalentierter Nachwuchspferde für den Dressur- und Springsport wurde er 2007 mit dem P.S.I. Award ausgezeichnet. Im Jahr 2009 wurde ihm, ebenfalls beim CHIO Aachen, das Bundesverdienstkreuz am Bande verliehen.
Zudem wurde ihm als Ausbilder bzw. Besitzer zwischen 1985 und 2000 achtmal der Otto-Lörke-Preis für das beste höchstens zehn Jahre alte Dressurpferd vom DOKR verliehen. Schulten-Baumer war Ehrenmitglied des Pferdesportverbandes Rheinland.

## Kritik
Schulten-Baumer wird im Zusammenhang mit der Ausbildung Rembrandts teilweise als Erfinder der Rollkur genannt. In einem Interview mit Sjef Janssen (dem niederländischen Nationaltrainer Dressur und Ehepartner von Anky van Grunsven), der regelmäßig als Beispiel für die Rollkur/Hyperflexion genannt wird, gab dieser an, sein System würde sich total vom System Schulten-Baumers unterscheiden. Klaus Balkenhol äußerte sich über das Thema der Anwendung der „Rollkur“ in Deutschland in einem Interview: Es gab auch in Deutschland Pferde, die tief eingestellt worden sind, zum Beispiel jene aus der Ausbildung eines Dr. Schulten-Baumer, aber da stand immer wieder die Dehnung und die Entspannung im Vordergrund. Aber was Sjef Janssen gemacht hat in den letzten Jahren, das war etwas anderes.